# أرتور فيتشنياريك

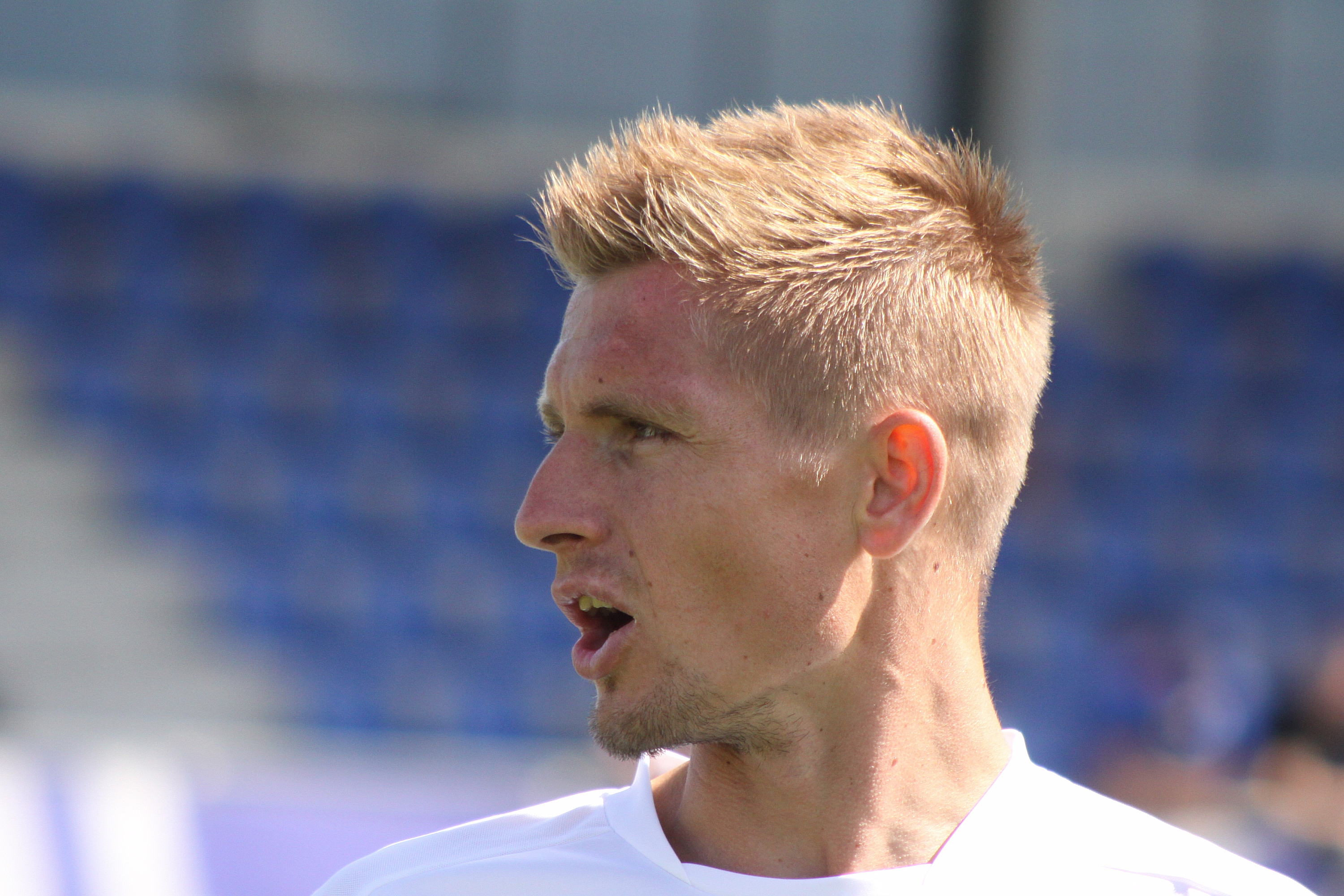

أرتور فيتشنياريك (بالبولندية: Artur Wichniarek)‏ (مواليد 28 فبراير 1977 في بوزنان - بولندا) لاعب كرة قدم بولندي يلعب حاليا لصالح نادي الدرجة الأولى هرتا برلين الألماني منذ 2009 في مركز المهاجم.

## روابط خارجية
- أرتور فيتشنياريك على موقع الاتحاد الأوربي (الإنجليزية)
- أرتور فيتشنياريك على موقع إي إس بي إن إف سي (الإنجليزية)
- أرتور فيتشنياريك على موقع قاعدة بيانات كرة القدم.إي يو (الإنجليزية)
- أرتور فيتشنياريك على موقع بيانات كرة القدم. دي إي (الألمانية)
- أرتور فيتشنياريك على موقع ناشيونال فوتبول تيمز (الإنجليزية)
- أرتور فيتشنياريك على موقع Soccerway.com (الإنجليزية)
- أرتور فيتشنياريك على موقع عالم كرة القدم.نت (الإنجليزية)
- أرتور فيتشنياريك على موقع كووورة